# イルクーツク地区

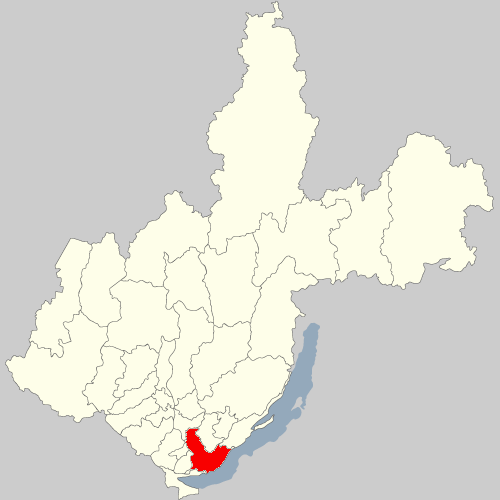
イルクーツク地区はイルクーツクの南東に広がっていて、バイカル湖南西岸の沿バイカル国立公園の一部も含む。

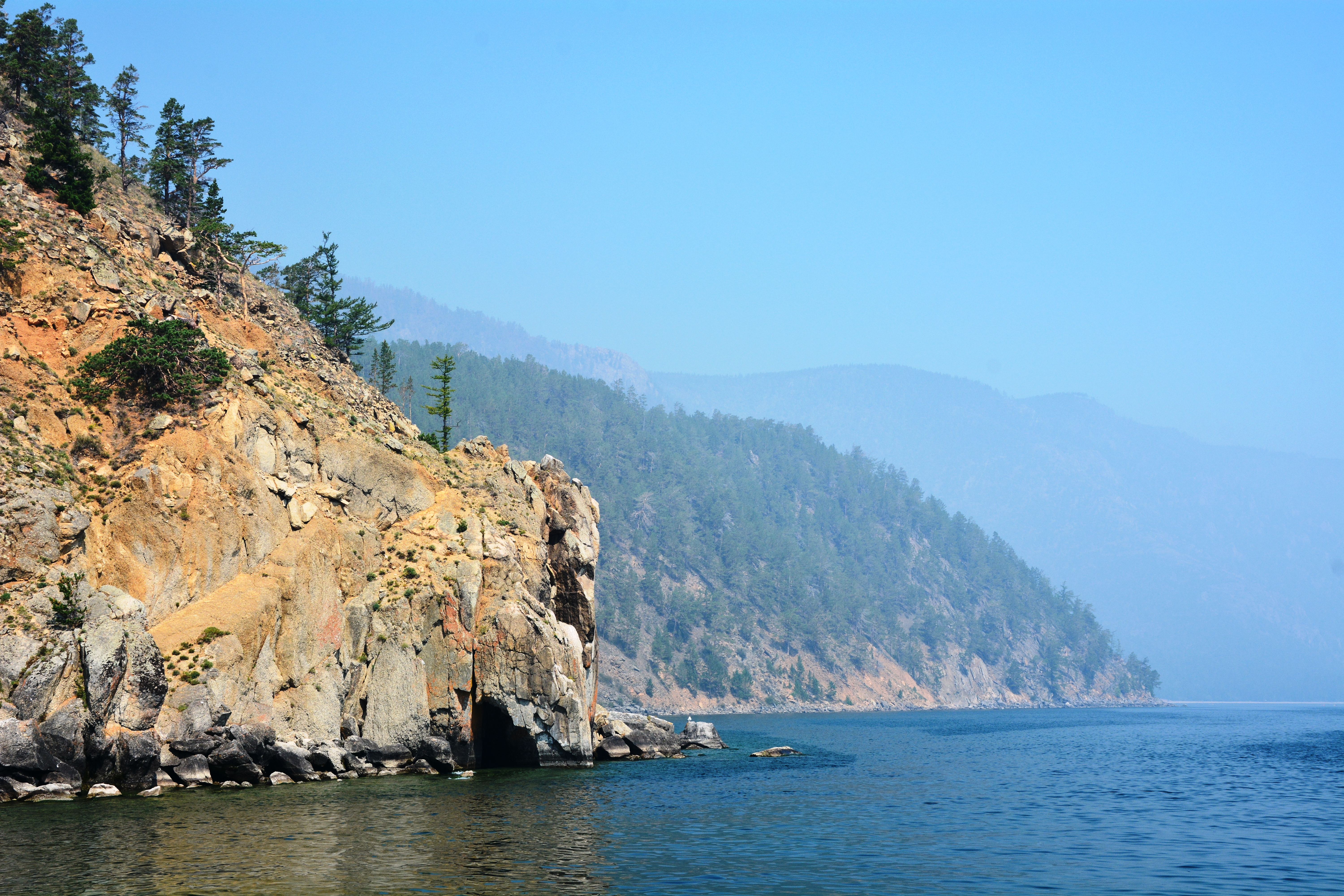
夏のアルカ岬（沿バイカル国立公園）

イルクーツク地区（ロシア語: Ирку́тский райо́н）は、ロシア連邦イルクーツク州にある33の地区（ライオーン）のひとつで、イルクーツク市に隣接している。
地区の面積は11,300平方キロメートルで、イルクーツク市の南東にあり、イルクーツク市とは別の地区であるが、地区の行政センターはイルクーツク市内にある。
人口の推移は、

84,322名（2010年人口調査）

59,850人（2002年）

56,885人（1989年）

53,554人（1979年）

である。

## 歴史
イルクーツク地区は1937年に設立された。

## 町と集落
イルクーツク地区には3つの都市型集落
- ボリシャヤ・レチカ (Bolshaya Rechka)
- リストヴャンカ（ボリシエ・コトィBolshiye Kotyも含む）
- マルコヴァ (Markova)

および82の地方集落がある。

## 参照項目
- 沿バイカル国立公園
- 大バイカル・トレイル